# Същински водни скорпиони
Същинските водни скорпиони (Nepa) са род насекоми от семейство Водни скорпиони (Nepidae).
Таксонът е описан за пръв път от Карл Линей през 1758 година.

## Видове
- Nepa anophthalma
- Nepa apiculata
- Nepa cinerea – Обикновен воден скорпион
- Nepa hoffmanni
- Nepa linearis
- Nepa rubra
- Nepa sardiniensis